# Cyperus vorsteri
Cyperus vorsteri är en halvgräsart som beskrevs av Karen Louise Wilson. Cyperus vorsteri ingår i släktet papyrusar, och familjen halvgräs. Inga underarter finns listade i Catalogue of Life.